# Souleymane Issakou

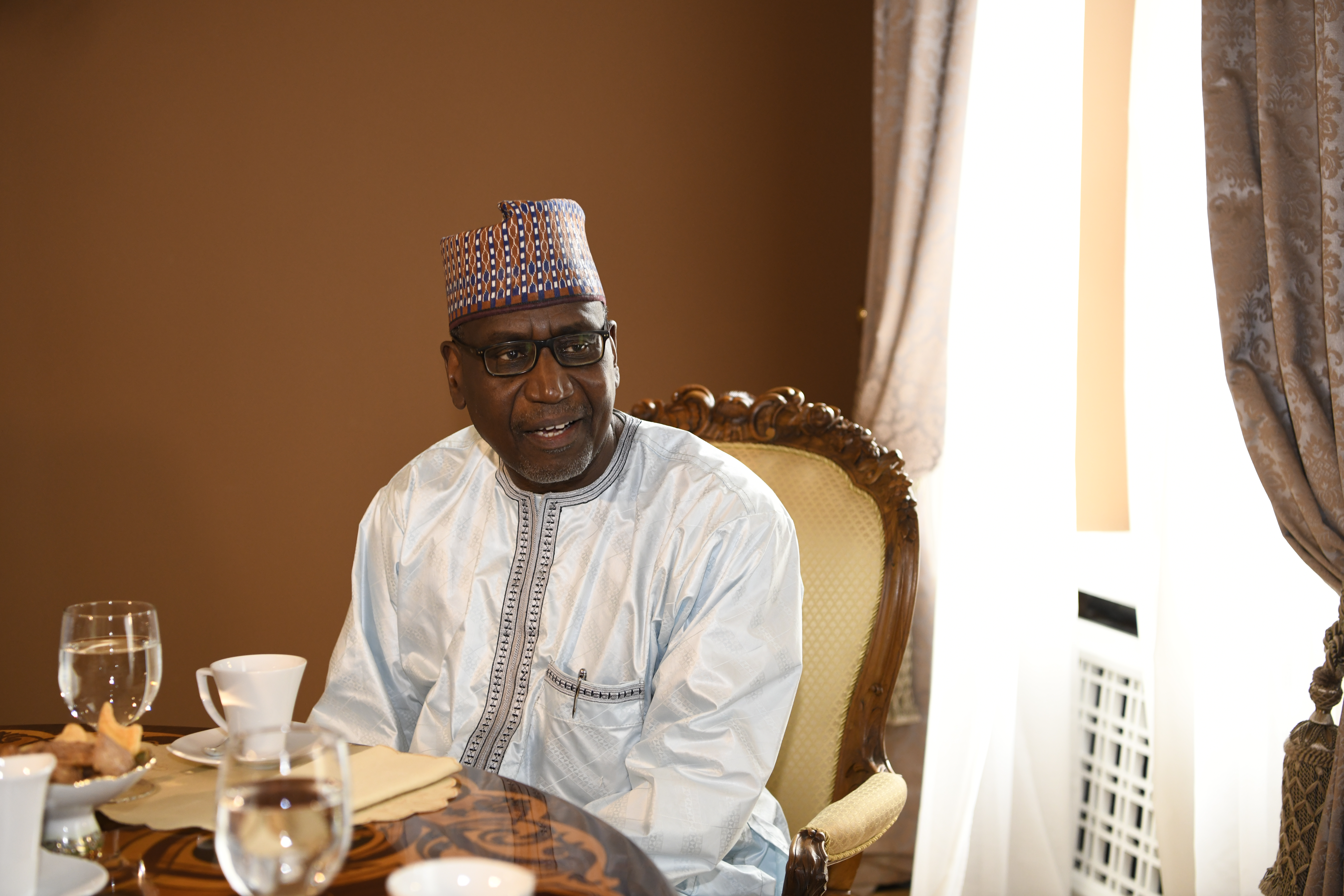
Souleymane Issakou (2022)

Souleymane Issakou (* 31. Dezember 1964) ist ein nigrischer Diplomat.

## Leben
Souleymane Issakou studierte von 1983 bis 1987 Rechtswissenschaft an der Universität Niamey. Er schloss sein Studium mit einer Maîtrise ab. Anschließend absolvierte er seinen Militärdienst bei den Streitkräften Nigers in Tondibiah.
Issakou arbeitete ab 1988 für das Außenministerium Nigers. Dort wurde er 1990 Leiter der Konsularabteilung in der Direktion für rechtliche und konsulare Angelegenheiten. Er war von 1992 bis 1997 als Erster Sekretär und Vizekonsul des nigrischen Generalkonsulats in Tamanrasset in Algerien tätig. Danach leitete er die Nordafrika-Sektion der Afrika-Abteilung des Außenministeriums. Von 1998 bis 1999 erwarb er ein Diplom in höheren diplomatischen Studien am Centre d’Etudes Diplomatiques et Stratégiques in Paris. Issakou wirkte von 1999 bis 2003 erneut im Außenministerium in der Hauptstadt Niamey, zunächst als Leiter der Abteilung für subregionale Organisationen in der Direktion für Integration und die Organisation für Afrikanische Einheit, dann ab 2002 als Leiter der multilateralen Rechtsabteilung in der Direktion für rechtliche und konsulare Angelegenheiten.
Er war von 2003 bis 2007 Erster Botschaftsrat und Vizegeneralkonsul beim Generalkonsulat in Dschidda in Saudi-Arabien sowie von 2007 bis 2008 Erster Botschaftsrat an der Botschaft Nigers im saudi-arabischen Riad. Danach arbeitete er wieder im Außenministerium in Niamey, von 2009 bis 2011 als Direktor für die Länder des Nahen Ostens und des arabischen Raumes und von 2011 bis 2013 als Direktor für rechtliche Angelegenheiten. Von 2013 bis 2018 war er als Erster Botschaftsrat an der Botschaft Nigers in Brüssel in Belgien tätig.
Souleymane Issakou wurde am 16. August 2019 als Botschafter an der Botschaft Nigers in Berlin in Deutschland akkreditiert. Daneben wurde er von einer Reihe weiterer Staaten als Botschafter mit Amtssitz in Berlin akkreditiert: am 15. März 2021 von Rumänien, am 17. August 2022 von Lettland, am 8. Dezember 2022 von Polen und am 17. März 2023 von Bulgarien.
Souleymane Issakou ist verheiratet.

## Ehrungen
- Ritter des Nationalordens Nigers (2024)[4]